# Университет Николая Коперника
Университет Николая Коперника (пол. Uniwersytet Mikołaja Kopernika w Toruniu — UMK, лат. Universitas Nicolai Copernici) — государственный университет в Польше, расположенный в Торуне (академгородок находится в Торуне на Белянах), с отделением в Быдгоще. Датой основания считается 24 августа 1945 года.
Помимо Торуня и Быдгоща, существуют филиалы в Грудзёндзе, где ведётся обучение по 5 направлениям, а также во Влоцлавеке, где обучаются студенты-теологи. Университет также руководит исследовательской станцией на Шпицбергене.
Согласно рейтингу 2017 года, университет находится на 9-м месте среди всех высших учебных заведений Польши и на 5-м месте среди польских университетов.
Миссия университета заключается в развитии и распространении знаний через обучение студентов, обучение научных работников, проведение научных исследований и предоставление их результатов широкой общественности.

## Факультеты
В настоящее время Университет Николая Коперника (включая Collegium Medicum в Быдгоще) имеет 17 факультетов:
- - Факультет биологии и охраны окружающей среды (пол.  Wydział Biologii i Ochrony Środowiska)
  - Факультет химии (пол. Wydział Chemii)
  - Фармацевтический факультет (пол. Wydział Farmaceutyczny)
  - Филологический факультет (пол. Wydział Filologiczny, издаёт Rocznik Przekładoznawczy)
  - Факультет физики, астрономии и прикладной информатики (пол. Wydział Fizyki, Astronomii i Informatyki Stosowanej)
  - Факультет гуманитарных наук (пол. Wydział Humanistyczny)
  - Медицинский факультет в Collegium Medicum в Быдгоще (пол. Wydział Lekarski Collegium Medicum w Bydgoszczy)
  - Факультет математики и информатики (пол. Wydział Matematyki i Informatyki)
  - Факультет экономики и управления (пол. Wydział Nauk Ekonomicznych i Zarządzania)
  - Исторический факультет (пол. Wydział Nauk Historycznych)
  - Факультет наук о здоровье в Collegium Medicum в Быдгоще (пол. Wydział Nauk o Zdrowiu Collegium Medicum w Bydgoszczy)
  - Факультет наук о Земле (пол. Wydział Nauk o Ziemi)
  - Факультет педагогики (пол. Wydział Nauk Pedagogicznych)
  - Факультет политологии и международных исследований (пол. Wydział Politologii i Studiów Międzynarodowych)
  - Факультет юриспруденции и администрирования (пол. Wydział Prawa i Administracji)
  - Факультет изобразительного искусства (пол. Wydział Sztuk Pięknych)
  - Факультет теологии (пол. Wydział Teologiczny)

## Известные преподаватели и выпускники
- Заблоцкая, Ванда — профессор (1954—1970)
- Земке, Януш
- Иванув, Збигнев
- Йерка, Яцек
- Якимович, Роман